# Sōma Yukihira
Sōma Yukihira (幸平 創真?, Yukihira Sōma) è il protagonista del manga Shokugeki no Sōma, scritto e disegnato da Yūto Tsukuda. Sōma è un ragazzo di 17 anni, studente del secondo anno della prestigiosa Accademia Tōtsuki, la più importante scuola di cucina del Giappone.
Oltre al manga, Sōma compare anche nella serie televisiva anime.

## Descrizione
Noto anche come "lo studente trasferito", è un ragazzo di 16 anni che per tutta la vita ha lavorato insieme al padre nel ristorante di famiglia "Da Yukihira", basato sulla preparazione di specialità della giornata. Fa parte della 92ª generazione di cuochi della Tōtsuki ed è un membro del dormitorio Stella Polare. È l'unico studente della sua generazione ad essere riuscito ad entrare all'Accademia al primo anno del liceo, essendo stato l'unico ad aver avuto il coraggio di sottoporsi alla prova di ammissione di Erina Nakiri. Il suo sogno è diventare un cuoco migliore di suo padre: Jōichirō Yukihira, uno dei più grandi chef al mondo, e prendere in gestione il ristorante di famiglia. Dopo aver scoperto che suo padre occupava il secondo posto dell'Elite 10 si prefigge l'obiettivo di conquistare il primo seggio.

### Aspetto
È un ragazzo di statura media coi capelli rossi, gli occhi color ambra, ed è caratterizzato da una cicatrice sul sopracciglio sinistro (come si è procurato quel taglio è tutt'oggi ignoto).
Solitamente indossa la divisa dell'Accademia Tōtsuki o la divisa del ristorante di famiglia Da Yukihira quando cucina, insieme ad un grembiule bianco ed a una fascia che si mette sulla fronte e che poi si toglie non appena finisce il servizio.

### Carattere e personalità
Sōma è un ragazzo dal temperamento amichevole e rilassato. Non ha paura di dire ciò che pensa, ed è estremamente tranquillo a dispetto di chi abbia davanti, rendendogli molto facile fare amicizia con chiunque. Nonostante questo, però, Sōma è subito odiato da quasi tutti gli studenti perché alla sua presentazione disse che si sarebbe preso il primo posto della Tōtsuki senza farsi battere da gente che non ha mai affrontato un cliente. Nonostante tanti lo sfidino e lo provochino, non ci fa caso e si comporta sempre in modo amichevole, a meno che non vengano calpestati i valori o le persone in cui crede e a cui tiene. Per sua stessa ammissione fare discorsi in pubblico lo mette a disagio, sebbene non lo dia a vedere. Non teme alcuna sfida e non si spaventa mai davanti a nessuno, nemmeno chef professionisti. Adora cucinare e ogni volta che lo fa si diverte moltissimo. Sōma ha una volontà d'acciaio e, pur di cucinare il piatto che desidera, è pronto a sottoporsi a qualsiasi fatica senza battere ciglio finché non è soddisfatto del risultato. Non si abbatte mai dopo una sconfitta, traendone un insegnamento, ma si impone sempre di riuscire a superare l'avversario che lo ha battuto o la prova in cui ha fallito, senza nascondersi dietro a scuse di qualsivoglia genere. Suo padre afferma che questa caratteristica è la forza più grande che possieda Sōma, una qualità che quasi nessuno possiede. È proprio grazie a questo che Sōma è in grado di affrontare avversari eccezionali. Nonostante sia un ragazzo molto gentile, Sōma sa perfettamente come provocare le persone per farle arrabbiare, caratteristica che gli risulta utile per spronare gli avversari che lo snobbano ad affrontarlo a viso aperto.

## Storia
Sōma sin da bambino decise che avrebbe superato suo padre Jōichirō come cuoco e, con questo obiettivo fisso in testa, iniziò a lavorare con lui in cucina. Al termine delle scuole medie, lui e suo padre si sfidano per la 489ª volta, e per la 489ª volta consecutiva è una vittoria schiacciante per Jōichirō. Suo padre, pochi giorni dopo, decide di chiudere il ristorante per andare a lavorare in giro per il mondo per qualche anno, in ristoranti molto famosi nei quali già lavorò in passato. Sōma ritiene il suo ristorante il posto migliore dove affinare la propria cucina, ma suo padre gli spiega che non riuscirà mai a batterlo se non sarà in grado nemmeno di diplomarsi alla più prestigiosa e difficile accademia di cucina del Giappone: l'Accademia Tōtsuki. Esaltato dalle parole del padre, Sōma si ripromette di ottenere il diploma.

### L'esame di ammissione
Il giorno dell'ammissione all'accademia Sōma viene immediatamente snobbato dagli altri ricchi esaminandi date le sue "umili" origini. Il ragazzo, però, non si fa mettere i piedi in testa, zittisce i bulli, e ignora qualsiasi successiva critica. Non appena l'esame inizia tutti gli altri ragazzi scappano terrorizzati quando scoprono l'identità dell'esaminatrice: Erina Nakiri, nipote del direttore dell'Accademia Tōtsuki, Senzaemon Nakiri, membro più giovane degli Elite 10, i dieci migliori studenti dell'Accademia, di cui detiene il decimo seggio, e detentrice di un senso del gusto talmente raffinato da darle il soprannome "Palato di Dio"; qualsiasi suo giudizio può determinare la gloria o la rovina di un cuoco e di un ristorante. Nonostante questo, Sōma sostiene la prova prendendola anche un po' in giro. Nonostante il piatto le piaccia molto, Erina si rifiuta di promuoverlo perché non può sopportare di apprezzare il cibo preparato da un cuoco "umile". Poco dopo, però, all'insaputa di tutti, passa il direttore Senzaemon, che assaggia il piatto di Sōma e lo promuove immediatamente.

### La cerimonia di inizio anno e il Dormitorio Stella Polare
Alla sua presentazione al resto degli studenti, Sōma, pur provenendo da un ristorante umile, dice che diventerà il migliore della Tōtsuki senza farsi battere da incompetenti che non hanno mai affrontato un cliente, cosa che lo fa odiare da tutti i compagni del liceo. Erina, sicura che la sua ammissione sia dovuta ad un errore burocratico, prova a sminuirlo e spaventarlo, ma Sōma le giura che le farà riconoscere il valore della sua cucina.
Nella sua prima giornata Sōma stupisce tutti prima facendo sorridere il severissimo professor Roland Chapelle nonostante due studenti avessero sabotato il suo piatto, poi dimostra nuovamente il suo valore entrando al primo tentativo nel Dormitorio Stella Polare, preparando un piatto per la custode Fumio Daimidō usando avanzi in cucina. Quella sera incontra i propri compagni, facendo una piccola sfida con lo studente del secondo anno Satoshi Isshiki, settimo membro degli Elite 10. La sfida è dichiarata dal secondo un pareggio, anche se in realtà il senpai non ha usato neanche un briciolo della sua vera abilità.
Il suo primo Shokugeki ufficiale è contro la studentessa Ikumi Mito, detta la "Maestra della Carne" e sottoposta di Erina. Pur usando carne di seconda scelta, Sōma vince e la obbliga ad entrare nella SR del Don.

### Elezioni Autunnali e Stagiaire
Nelle elezioni autunnali arriva secondo nella fase eliminatoria, a pari merito con Ryō Kurokiba e dietro ad Akira Hayama. Durante il torneo principale, invece, sconfigge prima Alice e poi Subaru, conquistando la finale dove affronta Hayama e Kurokiba, ma ne esce sconfitto a favore di Akira. Durante lo Stagiaire viene assegnato per una settimana ad un piccolo ristorante in difficoltà insieme a Hisako, segretaria di Erina, e i due riescono a rimetterlo in sesto, facendo anche amicizia. Nella seconda settimana Sōma viene assegnato al nuovo ristorante di Shinomiya, un ex primo seggio degli Elite 10 già incontrato al campo di addestramento. Durante lo Stagiaire, Sōma studia e lavora duramente per riuscire ad acquisire i ritmi del resto dello staff e imparare tutte le tecniche di cucina francese necessarie al ristorante. Alla fine partecipa alla competizione culinaria dello staff per inserire un piatto nel menù e riesce a preparare un ottimo piatto. Shinomiya lo apprezza e, dopo avergli dato un paio di dritte, lo inserisce nel proprio menù. Al termine dello Stagiaire, Sōma torna al dormitorio e viene sfidato da decine di studenti del secondo anno che, dopo averlo visto alle Elezioni, vogliono affrontarlo. Sōma, felicissimo, decide di accettare tutti gli shokugeki. Sconfigge facilmente i primi tre sfidanti e si dichiara pronto a sfidare chiunque in qualsiasi momento. Sōma, come premio per la vittoria, si fa rivelare i segreti culinari dei suoi avversari, in modo da ampliare le sue conoscenze e migliorare il proprio stile.

### Festival del Banchetto Lunare
Durante il festival scolastico, Sōma decide di fronteggiare Terunori, l'ottavo seggio, puntando a guadagnare più di lui, in modo da far sì che egli accetti di sfidarlo e Megumi decide di aiutarlo. Al termine del primo giorno del festival, tuttavia, Sōma finisce pesantemente in rosso classificandosi all'ultimo posto (60°) nella sua area di vendita. Il quarto giorno crea un nuovo piatto per affrontare di petto Terunori e, sfruttando la sua coda fin troppo lunga, attira i clienti di Terunori, sottraendone una notevole parte (come fece con Erina al campo di addestramento). Per sostenere l'afflusso di clienti, inoltre, ha reclutato Subaru per lavorare con lui. Ikumi, Takumi e Isami vanno a propria volta a dare loro una mano. Alla fine del quarto e del quinto giorno il suo stand supera in guadagni quello di Kuga, ma i guadagni complessivi rimangono comunque inferiori a quelli dell'ottavo seggio. Il festival si conclude con un annuncio a sorpresa: Senzaemon è stato destituito da una votazione della maggioranza degli Elite 10 e al suo posto Azami Nakiri, padre di Erina, è diventato il nuovo direttore.

### Amministrazione Azami
Mentre Azami inizia la sua rivoluzione, Sōma riceve la visita di Senzaemon, che gli rivela che è stato lui a chiedere a suo padre di mandarlo all'accademia, per salvare Erina dall'influenza negativa di Azami. Senzaemon chiede a Sōma di salvare Erina, ma lui risponde che i problemi familiari di Erina non lo riguardano e che la sola cosa che vuole è farle riconoscere la sua bravura. Nel momento in cui Etsuya decide di occuparsi della distruzione del Dormitorio Stella Polare, Sōma decide di sfidarlo per fermarlo, nonostante sappia che i giudici siano stati corrotti dal nono seggio, ma ignora deliberatamente la cosa e provoca Eizan in modo che accetti di fargli presentare il suo piatto ai giudici e alla fine questi ultimi, inizialmente scettici, lo dichiarano vincitore. Nel corso della sfida, Sōma sfida apertamente il nuovo ordinamento di Azami, spiegando come abbia intenzione di rimuovere dalla Tōtsuki l'idea ridicola che esista un solo modo corretto di cucinare. La vittoria comunque non lo soddisfa pienamente visto che Etsuya non si era preparato per la sfida. Grazie a tale vittoria, Azami è costretto a ridare valore agli Shokugeki e a consentire ai seminari e alle SR di continuare esistere in caso di vittoria in una sfida. In seguito a una chiacchierata sui i primini di quest'anno tra Eishi Tsukasa, il primo seggio, e il preside Azami, quest'ultimo decide di far visita a Sōma Yukihira al Dormitorio Stella Polare.
Quando è li dice a sua figlia di ritornare da lui, ma i membri del dormitorio e Hisako lo impediscono.
In seguito al richiamo da parte di Fumio; tramite il quale si scopre che era membro del dormitorio e che era stato al suo primo anno terzo seggio e dal secondo in poi primo seggio; se ne va e sta per salire in macchina, ma viene fermato da Sōma che li chiede il motivo per cui non gli importa del dormitorio e mentre lo spiega viene a sapere insieme ad Erina, che stava andando verso la porta, che quest'ultimo è il figlio di Jōichirō Saiba.
Sōma, dopo aver parlato con Erina e aver scoperto che ella scoprì l'amore per la cucina quando conobbe suo padre, decide di aiutarla a chiarirsi le idee cucinando per lei un piatto in stile Yukihira, riuscendo a farle ricordare che la cucina che ha sempre desiderato fare sia la stessa di Sōma e non quella professata da Azami. Erina, però, non commenta il piatto di Sōma e decide di trascorrere la settimana seguente a preparare duramente i membri del dormitorio, più i fratelli Aldini e Mito, per affrontare gli esami di promozione al secondo anno.

### Esami di promozione
Sōma e gli altri ribelli riescono a superare le prime due prove nonostante il gioco sporco degli esaminatori della Centrale, mentre nella terza lui dovrà sfidare il nuovo nono seggio degli Elite 10: Akira Hayama. Sōma si rammarica del fatto che Akira abbia abbracciato gli ideali della Centrale, ma è felice di potersi prendere la rivincita sul suo avversario. Dopo aver scoperto il vero motivo per cui Akira si è unito alla Centrale, Sōma gli dichiara apertamente la sua delusione perché credeva che Akira fosse uno pronto a lottare per ciò in cui crede anziché accettare le imposizioni dall'alto. Dopo qualche giorno avviene la sfida tra Sōma e Hayama e, nonostante la carne preparata da Sōma sia inferiore, la salsa che vi ha aggiunto, al contrario, è nettamente superiore, e per questo Sōma vince passando alla quarta fase degli esami di promozione, appena in tempo per scoprire che a parte lui, Takumi e Megumi, tutti gli studenti del primo anno ribelli ad Azami hanno perso le loro sfide contro gli Elite 10 e quindi sono stati espulsi. Sōma sfida il direttore per cambiare le cose, ma Azami non si scompone, così, a sorpresa, intervengono Jōichirō, Gin e Senzaemon, che propongono ad Azami di organizzare il famoso Shokugeki a squadre: il Régiment de Cuisine. Jōichirō mette in palio in caso di sconfitta la propria sottomissione all'ex-compagno, che quindi accetta. Jōichirō e Dōjima decidono di sottoporre i giovani ad un addestramento speciale per prepararli alla sfida, contando sul lavoro di squadra. Poco dopo Sōma si fa raccontare dal padre la verità su lui e Azami. Dopo aver saputo tutto, Sōma e suo padre si sfidano di nuovo e Sōma perde per la 491ª volta di fila.

### Régiment de Cuisine
Dopo un mese di allenamento, Sōma e gli altri ribelli si preparano ad affrontare gli altri otto membri degli Elite 10 attualmente in carica. Inoltre, alla squadra dei ribelli si sono uniti Subaru Mimasaka e i tre ex seggi contrari ad Azami: Satoshi, Terunori e Tōsuke. Sōma cucina nel primo turno e la sua avversaria è Nene, il sesto seggio, e Sōma estrae per caso come tema del piatto la Soba, la specialità di Nene. Malgrado lo svantaggio, Sōma riesce a trionfare. Nel terzo turno, Sōma scende di nuovo in campo e affronta Saito Sōmei, il quarto seggio. Lo scontro tra i due è arduo, ma Sōma vince anche questa volta usando tutte le tecniche che ha acquisito da quando è entrato all'Accademia e anche grazie all'aiuto di Takumi e Megumi. Dopo il quinto turno, lui ed Erina sono gli unici rimasti del team. La finale è una sfida a coppie costituita da un antipasto e da una portata principale preparati da uno chef ciascuno: Sōma ed Erina contro Rindō ed Eishi. Sōma ed Erina decidono alla morra cinese subito prima di iniziare a cucinare chi si debba occupare della portata principale e Sōma deve preparare un antipasto. Sōma, avendo capito che contro le pietanze in perfetta sinergia presentate dai due migliori studenti dell'Accademia non hanno chance di vincere, decide di usare un approccio completamente diverso e, per realizzare un piatto vincente, chiede aiuto ad Erina per assaggiare tutti i vari componenti del piatto in modo da rendere la loro preparazione perfetta. Sōma riesce così a creare un antipasto eccellente, tale da rivaleggiare con la portata principale presentata da Eishi, tuttavia Azami lo critica perché il suo antipasto è impossibile da armonizzare essendo stato preparato come fosse un piatto principale. Nessuno comprende cosa abbia in mente Sōma, soprattutto Erina, ma il giovane rivela che Erina non potrà mai battere Eishi perché non ha ancora trovato la sua specialità e le rivela che il loro modo di combattere insieme non è lavorare di concerto, ma sfidarsi a vicenda. Sōma, perciò, sfida Erina a preparare un piatto più buono del suo, in modo che il contrasto tra i sapori delle loro pietanze possa elevare entrambi e portarli alla vittoria, affermando che se Erina non sarà in grado di battere lui, saranno sconfitti. Questa sorta di Shokugeki tra compagni di squadra spinge Erina a cucinare con tutta la sua competitività e passione, cambiando idea e preparando negli ultimi dieci minuti, anche con l'aiuto di Sōma come sous-chef per finire in tempo, una pietanza eccellente, superiore alla sua e a quella degli avversari, sancendo così la vittoria del team dei ribelli. Quando Azami continua a sottolineare che la sua utopia gastronomica sia il solo modo per non portare all'infelicità i cuochi come accadde a Jōichirō, Sōma gli risponde suo padre ritrovò la gioia di cucinare quando incontrò sua madre. Dopo la vittoria, Erina lo propone come nuovo primo seggio degli Elite 10, visto che è grazie a lui che ha trovato la sua specialità, cosa che ha permesso loro la vittoria. Sōma, dopo aver proposto Erina come nuova direttrice dopo il ritiro di Senzaemon, afferma di considerarsi solo un primo seggio ad interim, dal momento che Erina gli tuttora superiore e che non ha ancora sconfitto nessuno dei suoi senpai del terzo anno in una sfida singola. Chiede perciò a tutti gli studenti che lo desiderino di sfidarlo e che metterà sempre in palio il primo seggio ad ogni Shokugeki, poiché è sua intenzione continuare a sfidare gli altri per migliorare e riuscire un giorno ad affrontare alla pari anche Erina e farle riconoscere il livello della sua cucina.

## Abilità culinarie
Sōma ha uno stile culinario molto versatile, diverso da quello degli altri studenti dell'Accademia, poiché prevede l'apprendimento di tante tecniche culinarie differenti adattate secondo le sue scelte, conseguite dopo numerosi tentativi, imparando dai propri errori e fallimenti. Essendo cresciuto in un ristorante di specialità della giornata, Sōma conosce una grande quantità di ricette e tecniche che ha dovuto imparare per realizzare le ricette del padre. Le sue basi sono sempre piatti per ristoranti alla portata di chiunque, quindi ricette tecnicamente economiche, ma preparate ed elaborate in modo tale da risultare estremamente deliziose, tanto quanto un piatto di alta classe. La filosofia della cucina Yukihira è il saper trasformare anche i piatti apparentemente meno appetitosi in prelibatezze. In realtà Sōma non ha mai avuto un vero talento in cucina e il suo stesso padre non gli ha mai insegnato nulla se non ciò che fosse strettamente necessario per il ristorante di famiglia. Sōma, tuttavia, non si è mai arreso e ha continuato a riprovare tirando fuori ogni volta nuove combinazioni di piatti, ignorando l'inevitabile frustrazione causata dalle ripetute sconfitte e dimostrandosi ogni volta più abile e preparato di prima. Tutto ciò ha colpito Jōichirō, e gli ha fatto comprendere che la vera forza di Sōma stia in qualcosa che quasi nessuno ha: la capacità di guardare in faccia le proprie debolezze. Sōma, infatti, non si nasconde mai dietro al fatto che il suo avversario sia dotato di un talento superiore al suo per giustificare una sua eventuale sconfitta, puntando sempre a vincere dando tutto se stesso per trovare una soluzione senza scoraggiarsi. Ammettere la propria inferiorità nei confronti del proprio avversario, infatti, limita le capacità dei cuochi, che così inconsciamente si preparano già ad una sconfitta anziché lottare per la vittoria. Sōma, però, non fa mai questo ragionamento, affrontando le proprie debolezze e trovando il modo di superarle. Questo è il motivo principale per cui gran parte degli altri studenti lo odia: vedendolo sconfiggere avversari molto più dotati di lui, vengono così messi dinanzi alla loro poca forza di volontà. Sōma, dopo le elezioni autunnali, capisce di dover trovare una propria specialità, dei piatti che solo lui può cucinare, perciò decide di andare oltre la cucina che faceva nel ristorante di famiglia e di preparare piatti completamente nuovi, per creare un suo personale modo di cucinare, slegato da quello ottenuto seguendo le orme del padre. Con questa idea, Sōma inizia ad affrontare ogni sfida col proposito di preparare piatti innovativi che facciano parte del menù del suo futuro ristorante, non di quello ideato dal padre e foggiato sulle ricette e le esperienze di quest'ultimo. Sōma è estremamente veloce in cucina ed è ulteriormente migliorato durante lo Stagiaire, poiché ha dovuto lavorare nel ristorante di Shinomiya a Tokyo dove i ritmi erano molto incalzanti. Le sue capacità gli hanno reso ultimamente possibile sfidare alla pari anche alcuni Elite 10.